# Chuck Bednarik Award
Le Chuck Bednarik Award est une récompense décernée annuellement depuis 1995 au meilleur joueur défensif universitaire de football américain de l'année. Décernée par le Maxwell Football Club, cette récompense fait référence à Chuck Bednarik, un ancien joueur universitaire et professionnel de football américain. 
Les entraîneurs principaux de NCAA, les membres du Maxwell Football Club et quelques commentateurs et journalistes sportifs des quatre coins des États-Unis participent à l'élection.
Le Maxwell Club est situé à Philadelphie dans l'état de Pennsylvanie et la remise du prix a lieu à Atlantic City dans le New Jersey.

## Palmarès
| Années | Joueurs                | Équipes                          |
| ------ | ---------------------- | -------------------------------- |
| 1995   | Pat Fitzgerald         | Wildcats de Northwestern         |
| 1996   | Pat Fitzgerald         | Wildcats de Northwestern         |
| 1997   | Charles Woodson        | Wolverines du Michigan           |
| 1998   | Dat Nguyen             | Aggies de Texas A&M              |
| 1999   | LaVar Arrington        | Nittany Lions de Penn State      |
| 2000   | Dan Morgan             | Hurricanes de Miami              |
| 2001   | Julius Peppers         | Tar Heels de la Caroline du Nord |
| 2002   | E. J. Henderson        | Terrapins du Maryland            |
| 2003   | Teddy Lehman           | Sooners de l'Oklahoma            |
| 2004   | David Pollack          | Bulldogs de la Géorgie           |
| 2005   | Paul Posluszny         | Nittany Lions de Penn State      |
| 2006   | Paul Posluszny         | Nittany Lions de Penn State      |
| 2007   | Dan Connor             | Nittany Lions de Penn State      |
| 2008   | Rey Maualuga           | Trojans de l'USC                 |
| 2009   | Ndamukong Suh          | Cornhuskers du Nebraska          |
| 2010   | Patrick Peterson       | Tigers de LSU                    |
| 2011   | Tyrann Mathieu         | Tigers de LSU                    |
| 2012   | Manti Te'o             | Fighting Irish de Notre Dame     |
| 2013   | Aaron Donald           | Panthers de Pittsburgh           |
| 2014   | Scooby Wright III (en) | Wildcats de l'Arizona            |
| 2015   | Tyler Matakevich (en)  | Owls de Temple                   |
| 2016   | Jonathan Allen         | Crimson Tide de l'Alabama        |
| 2017   | Minkah Fitzpatrick     | Crimson Tide de l'Alabama        |
| 2018   | Josh Allen             | Wildcats du Kentucky             |
| 2019   | Chase Young            | Buckeyes d'Ohio State            |
| 2020   | Zaven Collins          | Golden Hurricane de Tulsa        |
| 2021   | Jordan Davis           | Bulldogs de la Géorgie           |
| 2022   | Will Anderson Jr.      | Crimson Tide de l'Alabama        |
| 2023   | Payton Wilson (en)     | Wolfpack de NC State             |
| 2024   | Travis Hunter          | Buffaloes du Colorado            |

## Statistiques par équipes
| Équipes                          | Nombre |
| -------------------------------- | ------ |
| Nittany Lions de Penn State      | 4      |
| Crimson Tide de l'Alabama        | 3      |
| Tigers de LSU                    | 2      |
| Wildcats de Northwestern         | 2      |
| Wildcats de l'Arizona            | 1      |
| Tar Heels de la Caroline du Nord | 1      |
| Buffaloes du Colorado            | 1      |
| Bulldogs de la Géorgie           | 1      |
| Wildcats du Kentucky             | 1      |
| Terrapins du Maryland            | 1      |
| Hurricanes de Miami              | 1      |
| Wolverines du Michigan           | 1      |
| Wolfpack de NC State             | 1      |
| Cornhuskers du Nebraska          | 1      |
| Fighting Irish de Notre Dame     | 1      |
| Buckeyes d'Ohio State            | 1      |
| Sooners de l'Oklahoma            | 1      |
| Panthers de Pittsburgh           | 1      |
| Owls de Temple                   | 1      |
| Aggies de Texas A&M              | 1      |
| Golden Hurricane de Tulsa        | 1      |
| Trojans de l'USC                 | 1      |